# Platynus decentis
Platynus decentis är en skalbaggsart som beskrevs av Thomas Say 1823. Platynus decentis ingår i släktet Platynus och familjen jordlöpare. Inga underarter finns listade i Catalogue of Life.